# Melville Hall Airport
Melville Hall Airport är en flygplats i Dominica.   Den ligger i parishen Saint Andrew, i den centrala delen av landet, 29 km norr om huvudstaden Roseau. Melville Hall Airport ligger 22 meter över havet. Den ligger på ön Dominica.
Terrängen runt Melville Hall Airport är kuperad åt sydväst, men norrut är den platt. Havet är nära Melville Hall Airport åt nordost.  Närmaste större samhälle är Portsmouth, 18,3 km väster om Melville Hall Airport. I omgivningarna runt Melville Hall Airport växer i huvudsak städsegrön lövskog.